# Список греблі в Японії

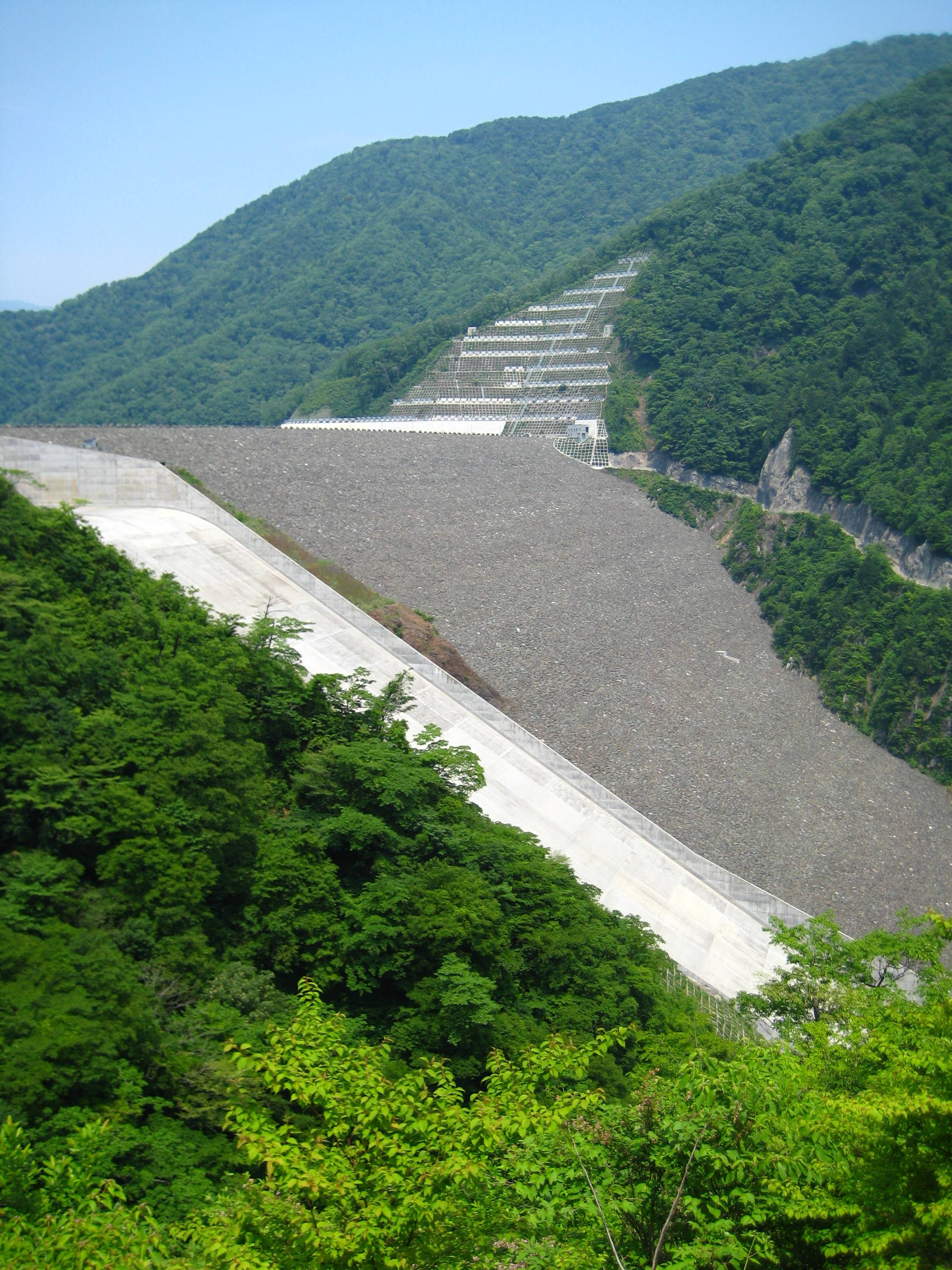
Гребля Токуяма

Будучи нацією з островами та вузькими крутими долинами, дамби відіграють життєво важливу роль у японському суспільстві, оскільки вони будуються в основному для контролю повеней, постачання води та виробництва гідроелектроенергії . Найвища гребля в Японії - 186 м (610 фут) висока гребля Куробе. Найбільша гребля за структурним об’ємом у країні – гребля Токуяма (на фото) з 13 700 000 м3 (17 900 000 ярд3)   кам'яного наповнення. Токуяма також створює найбільше в Японії водосховище з об’ємом води 660 000 000 м3 (540 000 акр⋅фут).
Греблі впорядковані за префектурами в списку нижче.

## Регіон Чубу
- Айті
- Фукуї
- Гіфу
- Ісікава
- Нагано
- Ніігата
- Сідзуока
- Тояма
- Яманасі

## Регіон Тюгоку
- Хіросіма
- Окаяма
- Шимане
- Тотторі
- Ямагуті

## Регіон Кансай
- Хього
- Кіото
- Міе
- Нара
- Осака
- Шига
- Вакаяма

## Регіон Канто
- Чіба
- Гунма
- Ібаракі
- Канагава
- Сайтама
- Точігі
- Токіо

## Регіон Кюсю
- Фукуока
- Кагосіма
- Кумамото
- Міядзакі
- Нагасакі
- Окінава
- Оіта
- Сага

## Регіон Хоккайдо
- Хоккайдо

## Регіон Сікоку
- Ехіме
- Кагава
- Кочі
- Токусіма

## Регіон Тохоку
- Акіта
- Аоморі
- Фукусіма
- Івате
- Міягі
- Ямагата